# Neu Schadow

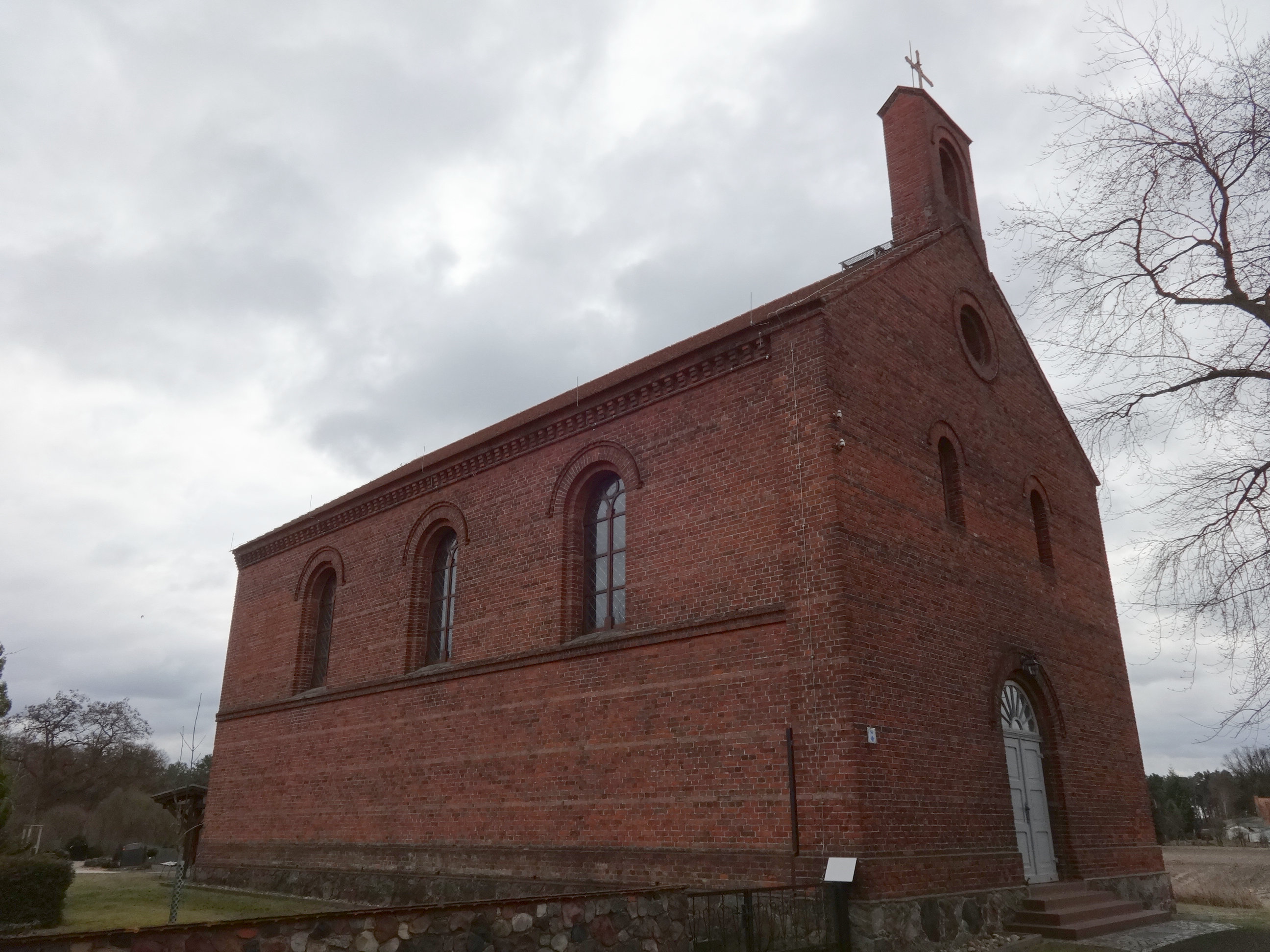
Dorfkirche Neu Schadow

Neu Schadow (niedersorbisch Nowy Škódow) ist ein Ortsteil der Gemeinde Märkische Heide im brandenburgischen Landkreis Dahme-Spreewald. 2019 hatte Hohenbrück-Neu Schadow 192 Wahlberechtigte. Die Einwohnerzahl liegt zusammen bei ungefähr 220 Einwohnern, die Gemarkungsfläche beträgt 0,225 km². In Neu Schadow bestehen 36 Wohngrundstücke.

## Geschichte

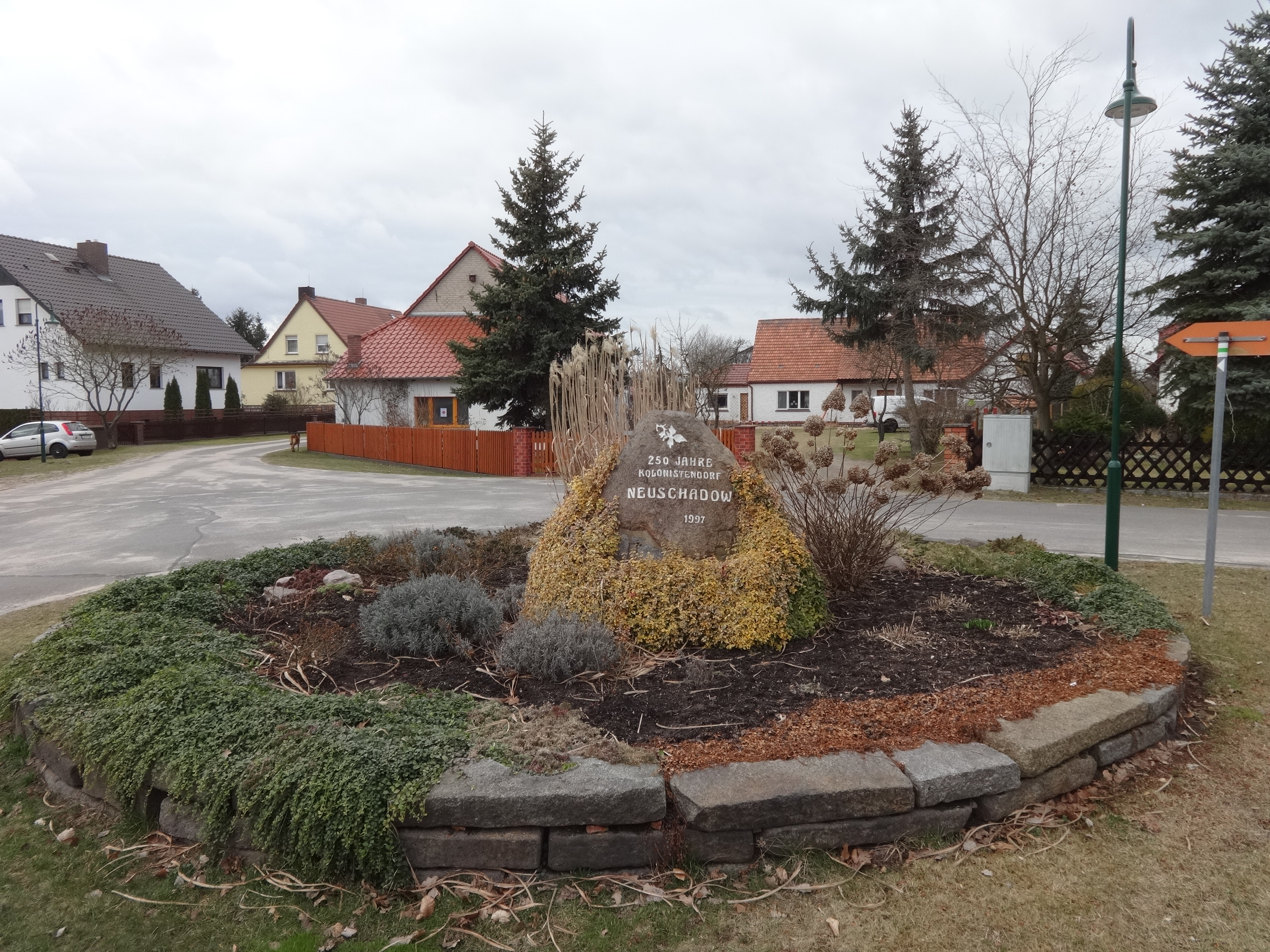
Findling am Dorfanger

Die Gründung erfolgte 1747 durch Friedrich den Großen, der Kolonisten aus der Pfalz und dem Salzburgischen ansiedelte. Neu Schadow bildete mit dem benachbarten Hohenbrück die Gemeinde Hohenbrück-Neu Schadow, die 2003 in die Gemeinde Märkische Heide eingegliedert wurde.

## Geografie
Neu Schadow erstreckt sich am Rande des Spreewaldes auf einer Fläche von 22,5 Hektar, umgeben von Agrarflächen und Nadelwäldern. Die Ortslage gehört zum Biosphärenreservat Spreewald.

## Sehenswürdigkeiten
Neben der Dorfkirche Neu Schadow, einer Backsteinkirche aus dem Jahr 1856, stehen die um 1750 entstandenen Kolonistenhöfe in der Dorfstraße 16 und 17 unter Denkmalschutz. Am Dorfanger erinnert ein Findling an die Gründung des Dorfes durch Friedrich II.

## Persönlichkeiten
Der Theologe und geistliche Schriftsteller Otto Riemann (1850–1928) war von 1876 bis 1879 an der Dorfkirche Neu Schadow als Prediger tätig.